# Mihailo Vasić
Mihailo Vasić (em sérvio:  Михаило Васић; Belgrado, 20 de julho de 1993) é um jogador sérvio de basquete profissional.
Ele conquistou a medalha de bronze nos Jogos Olímpicos de Verão de 2020 na disputa 3x3 masculino com a equipe da Sérvia, ao lado de Dušan Domović Bulut, Dejan Majstorović e Aleksandar Ratkov.